# Associació del Gran Japó
L'Associació del Gran Japó (大日本協会, Dai-Nippon Kyōkai) fou una organització i partit polític del Japó. Activa durant un breu intèrval de temps a mitjans de l'era Meiji, la formació, de tall nacionalista, defensava una política dura amb les potències estrangeres i formava part de la Coalició Estatista (吏党, Ritō), un grup de partits de caràcter oficialista i nacionalista.
Format a finals de 1893 per Iwane Abei, Norimi Sakamoto, Tomofusa Sassa, Tomotsune Kōmura, Kentarō Ōi i altres. Igualment, molts membres del partit provenien del Partit Liberal Oriental, l'Associació Nacional, el Club Aliança i altres grupúscles nacionalistes, militaristes i panasianistes com la Societat de l'Oceà Fosc (玄洋社, Gen'yōsha), els quals criticaven la excessiva feblesa del govern japonés en matèria de diplomàcia exterior. L'Associació del Gran Japó criticava la signatura de diversos tractats comercials desiguals amb potències com els Estats Units d'Amèrica i advertien que el Japó podria acabar com l'Imperi Xinès.
La fi del partit arribà quan el govern el va il·legalitzar sota pretextos legals a l'hora de la regularització de partits. Això passà poc després que alguns dels membres més radicals de la formació protagonitzaren agressions a estrangers al Japó.